# Pulsar milliseconde
Pour les articles homonymes, voir Pulsar (homonymie).

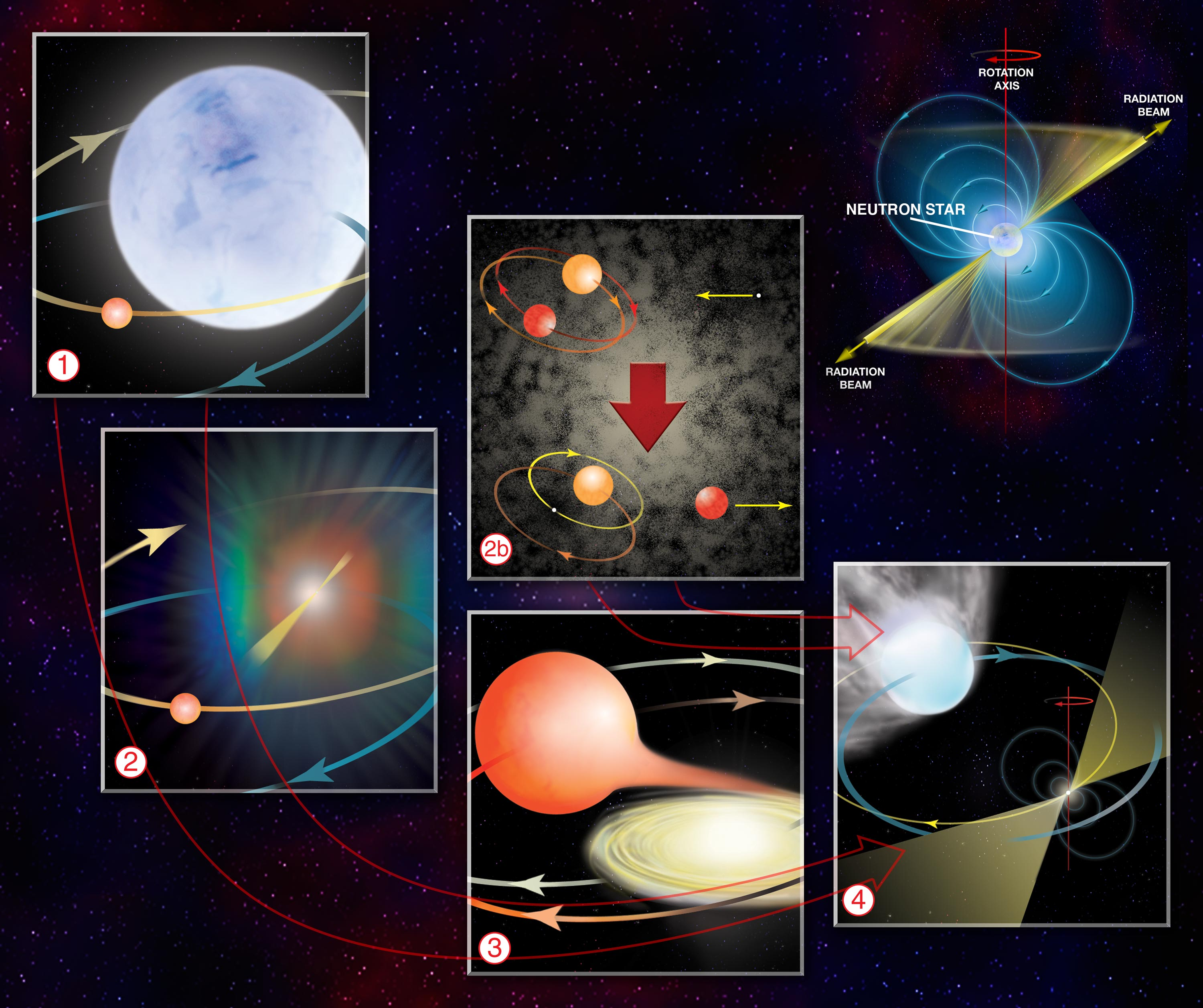
Les étapes de création d'un pulsar milliseconde. 1-Système binaire avec une étoile supergéante et une étoile "normale". 2-La supergéante explose en supernova, devient une étoile à neutrons puis un pulsar radio qui s'éteint. 3- L'étoile normale devient géante rouge; l'accrétion de matière accélère l'étoile à neutrons. 4- L'étoile à neutrons devient un pulsar milliseconde après l'accrétion. 2b dans un amas globulaire un échange peut se faire entre l'étoile de plus faible masse et une étoile à neutrons.

Un pulsar milliseconde (de l'anglais millisecond pulsar), parfois nommé pulsar recyclé , est un pulsar dont la période de rotation est de l'ordre d'une à dix millisecondes.

## Origine
L'origine des pulsars millisecondes n'est pas connue avec certitude. La théorie la plus commune soutient qu'ils commencent leur existence comme pulsars de période plus longue et sont progressivement accélérés (ou « recyclés ») par accrétion[réf. nécessaire]. 
Certains pulsars émettant des rayons X seraient en cours d'accrétion et d'accélération. Il est possible qu'il s'agisse d'étoiles à neutrons accélérées par transfert de moment angulaire d'une étoile compagnon qui a dépassé son lobe de Roche. Les pulsars millisecondes émettent dans des longueurs d'onde plus longues.
Les théories actuelles sur la structure et l'évolution des étoiles à neutrons prédisent l'impossibilité pour un pulsar de posséder une période de rotation inférieure à la milliseconde. À cette vitesse, le rayonnement d'ondes gravitationnelles freinerait la rotation.

## Observations
À l'heure actuelle, environ 150 pulsars millisecondes ont été découverts. Le premier, PSR B1937+21, fut découvert en 1982 ; tournant 641 fois sur lui-même en une seconde, il a détenu le record de vitesse pendant 23 ans, avant la découverte de PSR J1748-2446ad : ce pulsar effectuant 716 rotations en une seconde est le pulsar milliseconde le plus rapide connu. La plupart des pulsars millisecondes tournent environ à 300 rotations par seconde.
Beaucoup de pulsars millisecondes ont été découverts dans des amas globulaires, où la très forte densité stellaire permet les interactions et les transferts de matière nécessaire à leur accélération. Actuellement, environ 80 pulsars millisecondes ont été découverts dans des amas globulaires, certains amas pouvant en contenir jusqu'à 20.
Le pulsar IGR J00291+5934, rayonnant dans les rayons X, est considéré comme un bon candidat à la détection d'ondes gravitationnelles et à la mesure éventuelle du freinage de la rotation.